# Anton Docher
Anton Docher (Le Crest, 1852 – Albuquerque, 18 dicembre 1928) è stato un presbitero, missionario, e militare coloniale francese.
Divenne particolarmente noto per la sua strenua difesa nei confronti delle popolazioni degli indiani d'America, vivendo con loro nel pueblo di Isleta per quasi 34 anni.

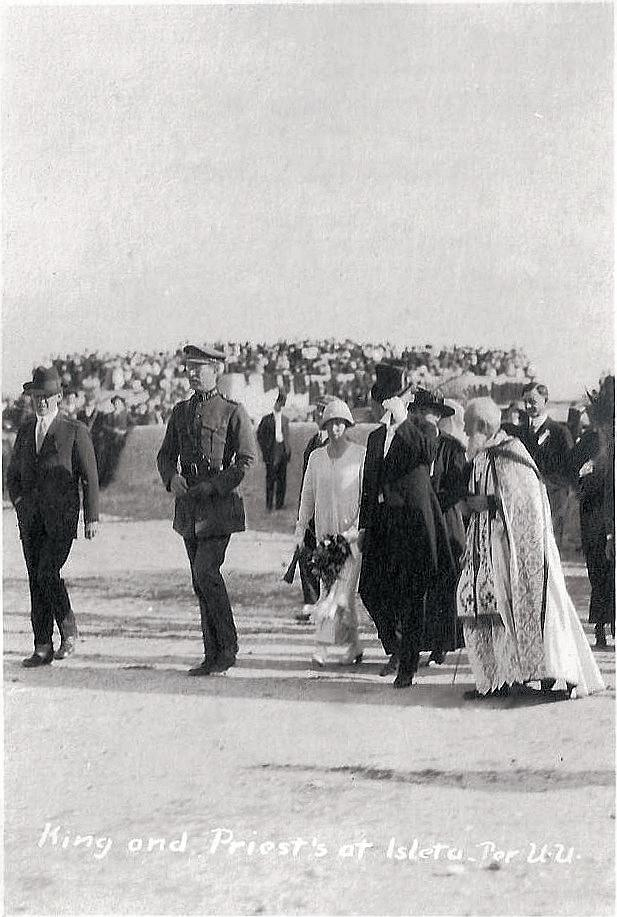
Re Alberto I e la regina durante la loro visita a Isleta pueblo nel 1919 con il governatore dello stato e Anton Docher in primo piano dell'immagine

## Biografia
Anton Docher nacque in Francia, a Le Crest, nel 1852. Durante la sua adolescenza lavorò ai vigneti dell'azienda paterna coi suoi tre fratelli e la madre vedova. All'età di 18 anni, iniziò i propri studi ecclesiastici presso il petit séminaire de Saint-Sauveur nel Dôme, ove rimase otto anni.
Durante il suo primo anno degli studi di filosofia presso il seminario maggiore di Clermont-Ferrand, Anton venne richiamato al servizio militare a 27 anni e venne inviato in Tunisia e poi in Cocincina ove combatté assieme alle truppe coloniali col grado di sergente per cinque anni per poi essere ferito e decorato. Ritornato dalle campagne militari con una malattia ai polmoni, entrò definitivamente in seminario come docente rimanendovi per due anni.
A 34 anni, il 21 ottobre 1887, si diresse nel Nuovo Messico come missionario e li venne ordinato sacerdote da J.B. Salpointe nella cattedrale di Santa Fe. Trascorse poi due anni a Bernalillo ed a Taos e dal 28 dicembre 1891 prese residenza stabile al pueblo di Isleta, un villaggio indiano situato sulla riva sinistra del Rio Grande, poco a sud rispetto ad Albuquerque. Nel 1893, con l'intento di restaurare la locale cappella, avviò i lavori ed acquistò un'antica e grande campana che pose sul campanile.
Affiliatosi alla storica missione di St. Augustine (una delle più antiche degli Stati Uniti, fondata nel 1612), il "Padre della Isleta" trascorse con gli indiani ben 34 anni, coltivando anche amicizie sul piano internazionale con personalità che lo ammiravano per il suo impegno come Adolph Francis Alphonse Bandelier e Charles Fletcher Lummis. L'intento di Docher fu innanzitutto quello di comprendere le radici profonde della cultura indiana di quel periodo attraverso lo studio della loro cultura e delle loro abitudini, vivendo tra loro e guadagnandosi il soprannome di "Tashide" che in lingua Tiwa significa "piccolo dottore". Adottò anche un giovane indiano orfano, Tomas Chavez, al quale poi in occasione del suo matrimonio offrì 2 ettari di terreno e una casa a Los Lunas ove Docher e Chavez si dedicarono alla coltivazione del vino. Anton Docher pagò poi anche l'istruzione per le due figlie di Tomas presso l'orfanotrofio delle suore di Loreto della zona.
Ammirato e rispettato, venne visitato da molte illustri personalità del suo tempo, prime tra tutte la famiglia reale del Belgio col re Alberto I che volle omaggiarlo della decorazione di cavaliere dell'Ordine di Leopoldo II il 20 ottobre 1919 durante la sua visita negli Stati Uniti. Durante questa stessa visita Docher offrì al sovrano belga una croce d'argento e turchese realizzata dalla popolazione locale come omaggio al sovrano. Al villaggio accorsero in quel frangente circa 10.000 persone. Tra gli altri personaggi di spicco che fecero visita al missionario ad Isleta ricordiamo Willa Cather e George James Wharton.
Nel settembre del 1912, egli presiedette il funerale di Solomon Luna, ricco uomo d'affari e politico del Nuovo Messico, morto misteriosamente il 30 agosto di quell'anno nel suo ranch. La celebrazione ebbe luogo nella chiesa dell'Immacolata Concezione di Albuquerque dal momento che la cappella di Los Lunas si presentava troppo piccola per accogliere la numerosa folla accorsa per rendere omaggio al ricco magnate.
Nel 1923, Anton Docher iniziò nuovi lavori di ristrutturazione sulla cappella di Isleta e realizzò due alti campanili in legno di stile gotico, installando anche un tetto pendente per evitare infiltrazioni d'acqua a danno dell'altare maggiore. Oggi il tutto è stato restaurato in stile tradizionale spagnolo.
Malato, trascorse 3 anni presso l'ospedale di San Giuseppe ad Albuquerque ove morì all'età di 76 anni, il 18 dicembre 1928, venendo poi sepolto nella chiesa di Isleta dove già si erano svolti i suoi funerali, in omaggio al suo impegno ed alla sua figura.

## Opere ispirate a Docher
La sua vita di avventure è stata raccontata in un romanzo di Samuel Gance,  Anton ou la trajectoire d'un père . Il libro descrive la sua infanzia in Alvernia, il suo periodo militare in Tunisia ed in Indocina, la sua partenza per il Nuovo-Messico, i suoi incontri con Charles Fletcher Lummis, Adolph Bandelier, Pablo Abeita, Willa Cather e il re dei Belgi. Il racconto si attarda soprattutto sulla sua relazione paterna con Tomas Chavez, un giovane indiano orfano.
Una parte della sua vita fu oggetto di una biografia: The Padre of Isleta di Julia Keleher ed Elsie Ruth Chant pubblicato in 1940 e ripubblicato nel 2009 agli Edizioni Sunstone Press.
Nel 2018 lo scrittore francese Philippe Morvan si è ispirato alla sua vita avventurosa per scrivere il suo romanzo Ours pubblicato da Calmann-Lévy.
Anton Docher è stato incluso tra i 231 pionieri del West americanono di Mary Ellen Snodgrass.